# Кашкалево
Кашка́лево (рос. Кашкалево, башк. Кәшкәләү) — присілок у складі Бураєвського району Башкортостану, Росія. Адміністративний центр Кашкалевської сільської ради.
Населення — 271 особа (2010; 323 у 2002).
Національний склад:
- башкири — 100 %

В присілку народився Герой Радянського Союзу Закіров Ахмет Закірович (1911-1988).